# Paulo Centurión
Paulo Centurión (Buenos Aires, 8 de agosto de 1982), é um futebolista argentino que atua na posição de zagueiro. Atualmente defende o time guatemalteco Comunicaciones Fútbol Club.
Paulo Centurión, passou por dois países: Paraguai e Guatemala. Ele começou sua carreira com o Guaraní do Paraguai, em 2004. Dois anos depois, Centurión passou a ser jogador do Club Social y Deportivo Comunicaciones da Guatemala, onde ele se sagrou vice-campeão do Clausura 2007.
Em 2007, retornou ao Paraguai para se juntar novamente ao clube Guaraní. Lá, ele jogou uma temporada completa do torneio a ser vice no Paraguai. Depois de terminar o torneio Clausura, foi contratado por uma época para jogar novamente em Guatemala, pelo clube Municipal, onde disputou o Campeonato Guatemalteco de Futebol disputou Apertura e Clausura. Ainda no Municipal disputou a Liga dos Campeões da CONCACAF e novamente retornou para o Guaraní onde joga até hoje.